# 彼得拉·范斯塔弗伦
彼得拉·范斯塔弗伦（荷蘭語：Petra van Staveren，1966年6月2日—），荷兰女子游泳运动员。她曾代表荷兰参加1984年夏季奥林匹克运动会游泳比赛，获得女子100米蛙泳金牌。